# Noah Webster
Noah Webster (16. října 1758, West Hartford – 28. května 1843, New Haven) byl americký lexikograf, autor učebnic, reformátor anglického pravopisu a politický spisovatel.
Jeho původní slovník je dnes vydáván v moderní verzi pod názvem Merriam-Webster.
Ve Spojených státech i jinde na světě je Websterovo jméno často považováno za synonymum slova „slovník“.[zdroj⁠?!]